# Aleiphaquilon
Aleiphaquilon is een kevergeslacht uit de familie van de boktorren (Cerambycidae). De wetenschappelijke naam van het geslacht werd voor het eerst geldig gepubliceerd in 1970 door Martins.

## Soorten
Aleiphaquilon omvat de volgende soorten:
- Aleiphaquilon castaneum (Gounelle, 1911)
- Aleiphaquilon eburneum Mermudes & Monné, 1999
- Aleiphaquilon myrmex Napp & Martins, 1984
- Aleiphaquilon plaumanni Martins, 1975
- Aleiphaquilon rugosum Martins & Galileo, 1994
- Aleiphaquilon taeniatum Mermudes & Monné, 1999
- Aleiphaquilon tasyba Galileo & Martins, 2009
- Aleiphaquilon tricolor Martins, 1975
- Aleiphaquilon una Mermudes & Monné, 1999